# Швантнер, Франтишек
Франтишек Швантнер (словац. František Švantner; 29 января 1912, Бистра, Австро-Венгрия (ныне район Брезно, Словакия) — 13 октября 1950, Прага) — словацкий писатель

, педагог. Представитель словацкого натурализма.

## Биография
Родился в семье рабочего. После окончания школы, в 1929—1933 годах учился в педагогическом колледже в Банска-Бистрица.
В 1940 году получил квалификацию профессионального школьного учителя словацкого языка, истории и географии. После этого работал учителем в нескольких словацких городах и деревнях. Был членом местной организации Матица словацкая.
В 1944 году — участник Словацкого национального восстания.
Умер от опухоли головного мозга в Праге.

## Творчество
Дебютировал в студенческие годы, когда опубликовал свой первый рассказ в журнале Svojeť . В своём творчестве, в основном, опирался на фольклор, народные баллады и мифы. Воспевал демоническую красоту природы места его рождения и волшебных народных сказок, используя натуралистические и лирические средства, элементы иррациональности и фантазии, а также и сенсуализма и эротики, но прежде всего исследуя границу между жизнью и смертью. Отображал также психологические, социальные и современные мотивы действий своих персонажей и событий. Одним из первых в словацкой прозе отразил события Второй мировой войны и Словацкого национального восстания.
Примыкал к своеобразному неоромантическому течению — лирической прозы (проза натуризма) в словацкой литературе. Большое влияние на его творчество оказали Эмиль Золя, Эдгар По, Виктор Гюго, Шарль Фердинанд Рамю, Фёдор Михайлович Достоевский.
Писал под псевдонимами Frano Bystran, Bystran.

## Избранная библиография в русском переводе
- Жизнь без конца (1963)
- Избранное (сборник) (1984)
- Встреча
- Игры всевышнего
- Невеста гор
- Атька
- Нож
- Дама
- Сельский священник
- Хозяин
- Малка
- Пиарги
- Первый снег